# Svenska inomhusmästerskapen i friidrott 2003
Svenska inomhusmästerskapen i friidrott 2003 var uppdelat i  
- Stora Inne-SM den 1 och 2 mars i Sätrahallen i Sätra samt
- Inne-SM Mångkamp den 8 och 9 mars i Göteborg

Tävlingen var det 38:e svenska inomhusmästerskapet.

## Medaljörer, resultat

### Herrar
| Gren          | Guld             | Guld            | Guld    | Silver                      | Silver         | Silver  | Brons               | Brons            | Brons   |
| 60 meter      | Patrik Lövgren   | Malmö AI        | 6,78    | Johan Engberg               | IF Göta        | 6,82    | Erik Wahn           | IFK Helsingborg  | 6,85    |
| 200 meter     | Johan Wissman    | IFK Helsingborg | 21,21   | Johan Engberg               | IF Göta        | 21,51   | Alexander Ljunggren | IFK Helsingborg  | 22,06   |
| 400 meter     | Jimisola Laursen | Malmö AI        | 47,21   | Thomas Nikitin              | Spårvägens FK  | 47,55   | Andreas Mokdasi     | Hässelby SK      | 48,37   |
| 800 meter     | Rickard Pell     | Hammarby IF     | 1:50,62 | Andreas Rehnborg            | Hässelby SK    | 1:50,97 | Karl Borgö          | IK Ymer          | 1:51,30 |
| 1 500 meter   | Rizak Dirshe     | Malmö AI        | 3:52,29 | Jörgen Zaki                 | Malmö AI       | 3:53,27 | Mattias Norling     | Turebergs FK     | 3:53,41 |
| 3 000 meter   | Erik Sjöqvist    | Enhörna IF      | 7:59,57 | Gustav Svedbrant            | Rånäs 4H       | 8:12,07 | Kent Claesson       | Skillingaryds FK | 8:14,60 |
| 60 meter häck | Robert Kronberg  | IF Kville       | 7,74    | Philip Nossmy               | Malmö AI       | 8,02    | Joakim Blaschke     | KA2 IF           | 8,09    |
| Höjdhopp      | Stefan Holm      | Kils AIK        | 2,32    | Staffan Strand              | Hässelby SK    | 2,32    | Linus Thörnblad     | IFK Lund         | 2,22    |
| Stavhopp      | Oscar Janson     | Ullevi FK       | 5,63    | Patrik Kristiansson (Klüft) | KA2 IF         | 5,53    | Alhaji Jeng         | Örgryte IS       | 5,43    |
| Längdhopp     | David Frykholm   | IF Göta         | 7,36    | Anders Hansson              | Heleneholms IF | 7,31    | Dan Alfredsson      | Hässelby SK      | 7,30    |
| Tresteg       | Christian Olsson | Örgryte IS      | 17,37   | Anton Andersson             | Örgryte IS     | 15,70   | Erik Eriksson       | Örbyhus IF       | 15,25   |
| Kula          | Jimmy Nordin     | Malmö AI        | 18,07   | Anders Axlid                | Ullevi FK      | 16,49   | Magnus Lohse        | Mölndals AIK     | 16,35   |
| Viktkastning  | Bengt Johansson  | Västerås FK     | 19,02   | Per Karlsson                | IFK Växjö      | 17,91   | Sören Olsson        | IF Göta          | 16,56   |
| Sjukamp       | Alhaji Jeng      | Örgryte IS      | 5 668   | Erik Larsson                | Gotländsk FI   | 5 330   | Henrik Hallenbo     | Lerum Friidrott  | 5 326   |

### Damer
| Gren                 | Guld              | Guld              | Guld    | Silver                   | Silver                 | Silver  | Brons                     | Brons             | Brons   |
| 60 meter             | Annika Amundin    | Ullevi FK         | 7,48    | Emma Rienas              | IF Göta                | 7,48    | Linda Storkull            | Ullevi FK         | 7,52    |
| 200 meter            | Frida Claesson    | Alingsås IF       | 24,26   | Carolina Klüft           | IFK Växjö              | 24,27   | Jenny Ljunggren           | IFK Helsingborg   | 24,55   |
| 400 meter            | Ellinor Stuhrmann | Malmö AI          | 54,60   | Erica Mårtensson         | IFK Växjö              | 55,26   | Frida Näsman              | Bollnäs FIK       | 55,57   |
| 800 meter            | Therese Ahlepil   | Rånäs 4H          | 2:08,16 | Nadja Petersen           | Huddinge AIS           | 2:08,29 | Elin Wiik                 | Sommen-Bygdens FK | 2:08,98 |
| 1 500 meter          | Flo Jonsson       | Spårvägens FK     | 4:22,98 | Hanna Karlsson           | Malmö AI               | 4:25,05 | Ulrika Johansson (Flodin) | Rånäs 4H          | 4:25,47 |
| 3 000 meter          | Malin Öhrn        | IFK Växjö         | 9:31,13 | Hanna Karlsson           | Malmö AI               | 9:32,79 | Ulrika Johansson (Flodin) | Rånäs 4H          | 9:40,86 |
| 60 meter häck        | Susanna Kallur    | Falu IK           | 8,06    | Carolina Klüft           | IFK Växjö              | 8,52    | Åsa Carlsson              | Spårvägens FK     | 8,68    |
| Höjdhopp             | Kajsa Bergqvist   | Turebergs FK      | 2,00    | Carolina Klüft           | IFK Växjö              | 1,86    | Emma Green                | Ullevi FK         | 1,84    |
| Stavhopp             | Kirsten Belin     | Kvarnsvedens GoIF | 4,37    | Linda Persson (Berglund) | IFK Växjö              | 4,12    | Hanna-Mia Persson         | Kalmar SK         | 3,99    |
| Längdhopp            | Carolina Klüft    | IFK Växjö         | 6,47    | Camilla Johansson        | IFK Växjö              | 6,14    | Lina Quick                | Gefle IF          | 6,05    |
| Tresteg              | Camilla Johansson | IFK Växjö         | 13,34   | Mfon Etim                | Angereds IS            | 12,92   | Anna Göransdotter-Nilsson | SoIK Hellas       | 12,85   |
| Kula                 | Helena Engman     | Riviera FI        | 16,39   | Anna Söderberg           | Ullevi FK              | 16,06   | Linda Nestorsson          | Ullevi FK         | 15,40   |
| Viktkastning 10,0 kg | Anna Söderberg    | Ullevi FK         | 18,71   | Catarina Andersson       | Heleneholms IF         | 15,87   | Emma Olsson               | Västerås FK       | 14,57   |
| Femkamp              | Malin Svensson    | IFK Helsingborg   | 3 585   | Camilla Silander         | FIF Danderyd Athletics | 3 171   | Anna Larsson              | Ullevi FK         | 3 127   |

### Fotnoter
1. 1 2 3 4 5 6 7 8 9 10 11 12 13 14 15 16 17 18 19 20 21 22 23 24 25 26  ”Stora inne-SM 2003, resultat” (html). friidrott.stockholm.se. http://www.friidrott.stockholm.se/ism/resultat/p_resultat.html. Läst 14 april 2015.
2. 1 2  ”SM mångkamp 2003, resultat” (htm). lerumfriidrott.se. Arkiverad från originalet den 12 augusti 2010. https://web.archive.org/web/20100812144734/http://www.lerumfriidrott.se/resultat/03/030209.htm. Läst 14 april 2015.